# Felipe Naranjo y Garza
Felipe Naranjo y Garza (Almadén, 1809-Madrid, 1877) fue un ingeniero de minas, mineralogista, académico y político español.

## Biografía

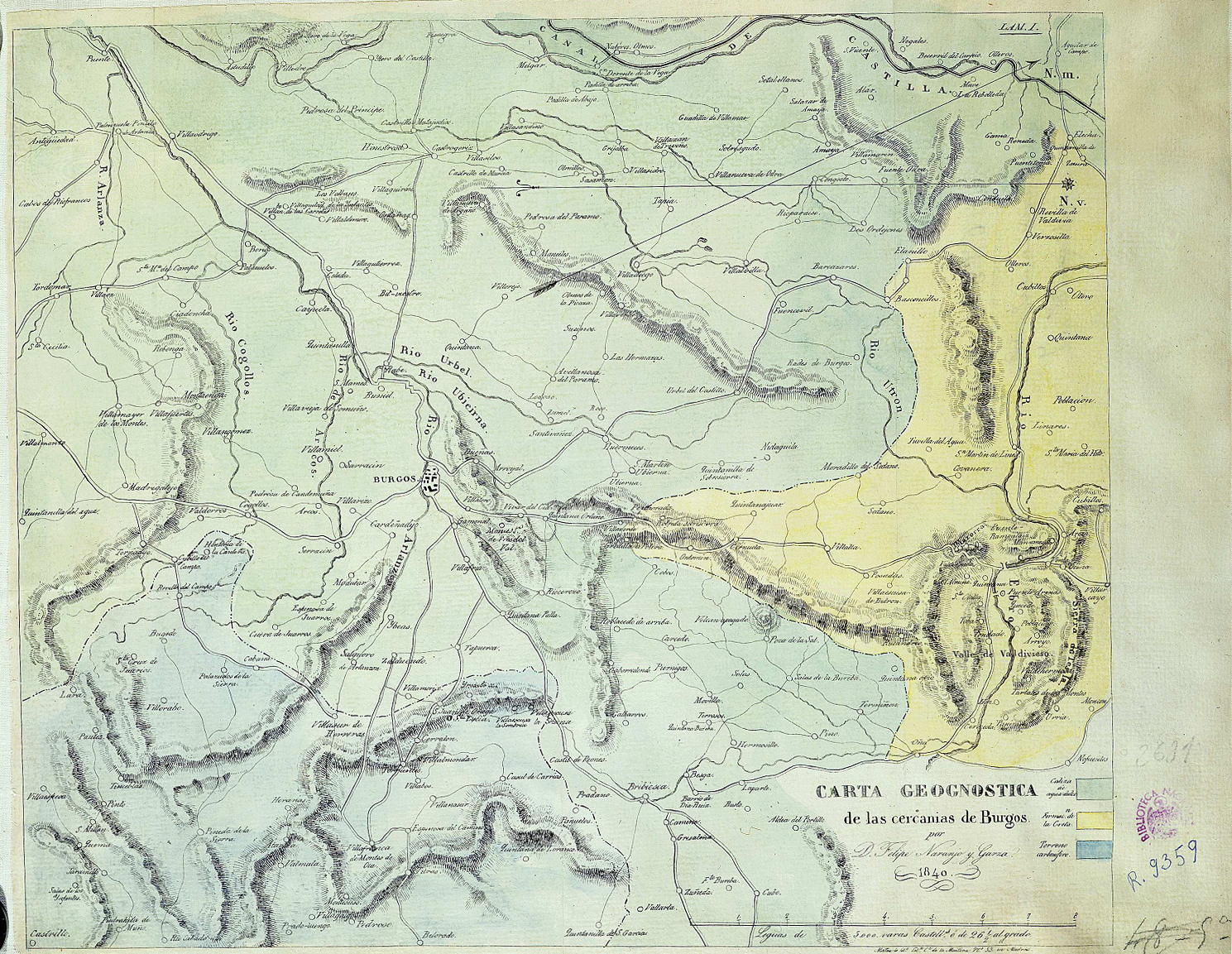
Carta geognóstica de las cercanías de Burgos.

Nació en Almadén en 1809. Ingeniero de minas y mineralogista, fue profesor en la Escuela Especial de Ingenieros de Minas, donde ejercería como catedrático de Mineralogía entre 1849 y 1860.
También fue miembro de número de la Real Academia de Ciencias Exactas, Físicas y Naturales, con la medalla 33, en sustitución de Donato García; elegido en 1856, tomó posesión un año más tarde, tras su fallecimiento fue relevado en el puesto por Federico de Botella y de Hornos.
Fue autor de Manual de mineralogía general, industrial y agrícola (1862), una descripción geológica de la provincia de Burgos y su respectiva Carta geognóstica de las cercanías de Burgos, y de estudios sobre la plata de las minas de Hiendelaencina, entre otros trabajos.
En el plano político fue diputado por Burgos entre 1867 y 1868.
En 1873 es nombrado presidente de la Junta superior facultativa de Minas.
Falleció en Madrid el 6 de mayo de 1877.